# Kakofonie cesty
Kakofonie cesty je debutové sólové studiové album Pavla Zajíčka, vydané v roce 2007 pod značkou Guerilla Records. Nahrávání alba probíhalo v říjnu 2006 ve studiu 3BEES v Praze. Závěrečné práce (mastering, zvuk) proběhly následující měsíc. Album produkoval sám Zajíček, roli výkonného producenta přijal Vladimír Drápal (vydavatelství Guerilla).

## Seznam skladeb
| Pořadí         | Název                               | Délka |
| -------------- | ----------------------------------- | ----- |
| 1.             | Hotel Saigon                        | 13:58 |
| 2.             | Omnia Porta Cadunt                  | 6:26  |
| 3.             | Pokleslá zábava                     | 10:13 |
| 4.             | Na pozadí toho dne .. Ne-pohádka    | 9:11  |
| 5.             | Sen o zmizelé žene .. Fantasmagorie | 8:10  |
| 6.             | Kakofonie cesty                     | 14:19 |
| Celková délka: | Celková délka:                      | 62:17 |

## Obsazení
- Pavel Zajíček – upravený klavír (1, 3, 4, 6), upravená citera (2, 5), hlas (1-6), plastové lahve (1, 3)
- Tomáš Schilla – violoncello (2)
- Tomáš Vtípil – housle (1, 3), computer (1, 4, 6), baskytara (1, 3, 4, 5), premix
- Alexandra Ledinská - klavír (2, 5)
- Přemek Drozd – bicí (1-6)
- Jan Pokorný – kytara (1, 3, 4, 6)
- Dalibor Pyš – housle (3, 4, 6)